# Porta Ticinese médiévale
La Porta Ticinese est, avec la Porta Nuova, une des deux portes subsistantes de l'enceinte médiévale de Milan, en Italie. Elle se situe sur le Cerchia dei Navigli, qui reprend le tracé des remparts médiévaux de la cité.

## Historique
Construite au XIIe siècle, la Porta Ticinese fut très restaurée en 1891 par l'architecte  Camillo Boito qui ajouta deux arches de part et d'autre de l'arche d'origine.
La porte est implantée à proximité de la Basilique Saint-Laurent de Milan et de sa colonnade antique (Colonne di San Lorenzo).

## Photographies

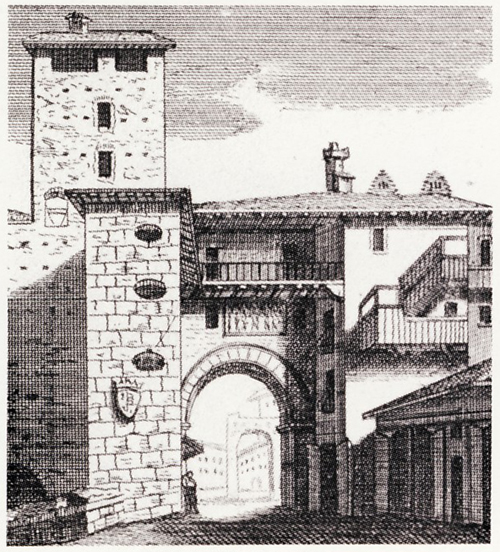
Représentation avant la restauration (date inconnue)
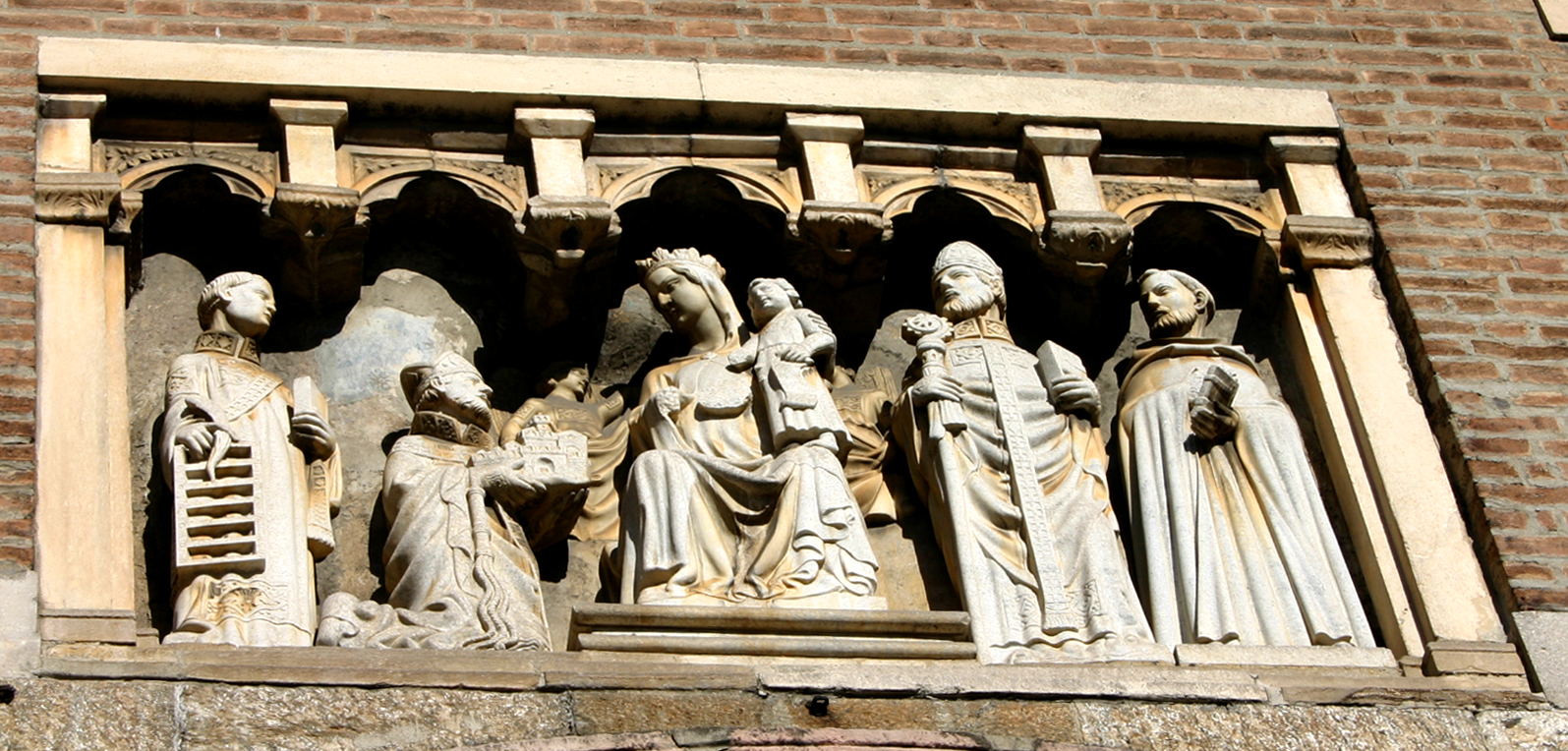
Bas-relief au-dessus de l'arche d'origine

## Source de traduction
- (en) Cet article est partiellement ou en totalité issu de l’article de Wikipédia en anglais intitulé « Porta Ticinese (Medieval) » (voir la liste des auteurs).